# Campo per il gioco della palla

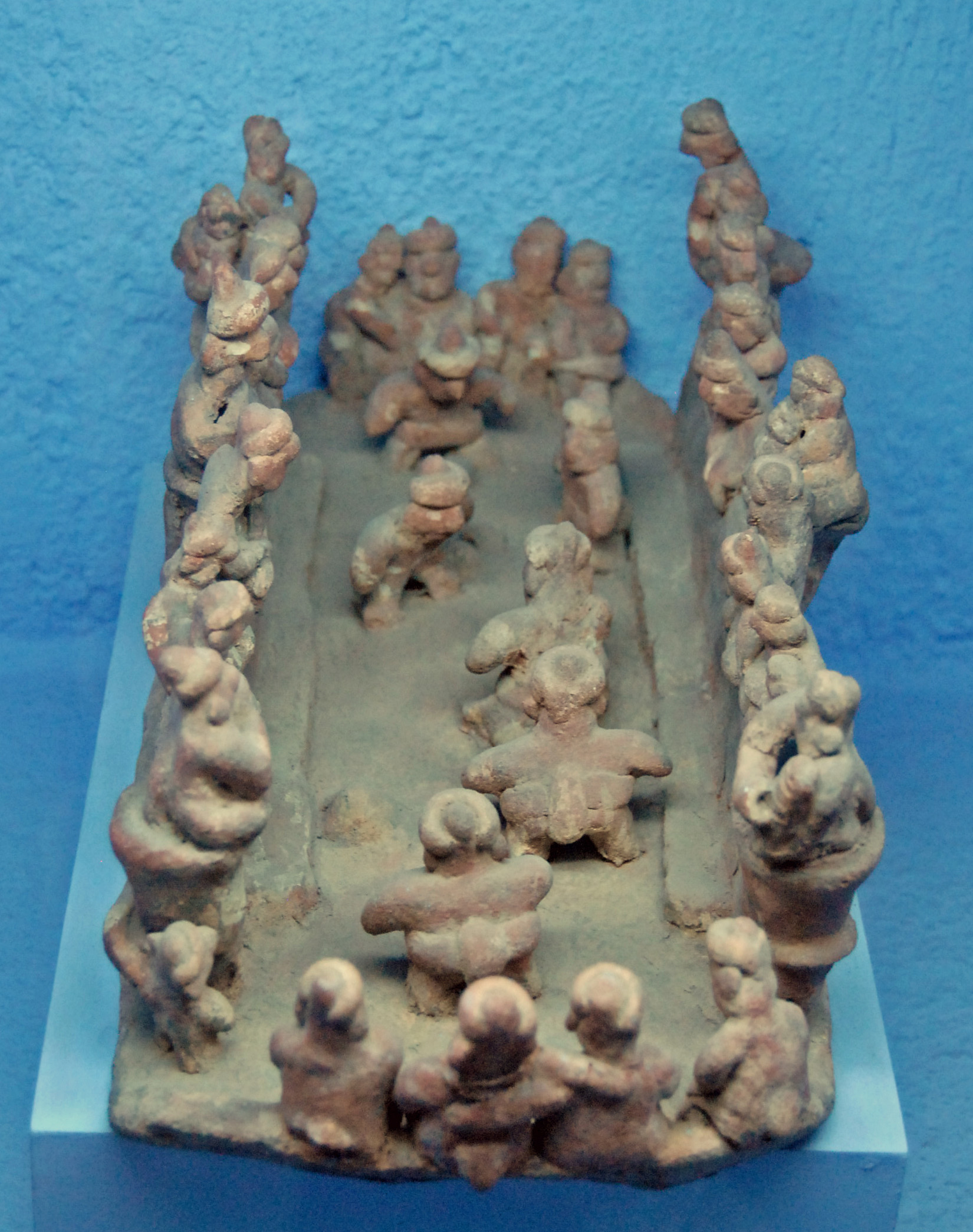
Scultura in ceramica proveniente da una tomba del Messico occidentale, raffigurante giocatori impegnati nel gioco della palla.

Presso le popolazioni centroamericane (o, più esattamente, mesoamericane) il campo per il gioco della palla era un'ampia struttura in muratura usata per più di 2.700 anni per la pratica del gioco della palla, in particolare nella versione in cui la sfera veniva colpita con le anche. Sono stati identificati oltre 1.300 di questi campi, il 60% dei quali solamente negli ultimi 20 anni. Nonostante ci sia una grande diversità quanto a dimensioni, in generale i campi da gioco hanno una forma simile: un lungo e stretto corridoio centrale, nel quale si svolgeva il gioco, affiancato da muri con superfici inclinate o orizzontali (più raramente verticali). I muri erano spesso coperti di stucco e dipinti vivacemente. Mentre i campi più antichi erano aperti alle estremità, in tempi più recenti vennero realizzati con zone terminali ai due capi che danno una forma a  nella vista dall'alto.
I campi venivano usati anche per altri scopi oltre alla loro funzione principale. Alcune ceramiche provenienti dal Messico occidentale mostrano campi da gioco utilizzati per gare sportive diverse dal gioco della palla, incluso quello che sembra essere un incontro di lotta. È anche noto dagli scavi archeologici che i campi erano teatro di feste sontuose, non è noto tuttavia se queste erano inserite nel contesto del gioco della palla o se ne erano completamente indipendenti. La localizzazione della maggior parte dei campi più importanti era all'interno dei quartieri sacri delle città. Questo fatto, insieme ai depositi votivi ritrovati associati ai campi, dimostra che i campi stessi erano luoghi rituali oltre che di spettacolo.

## Distribuzione

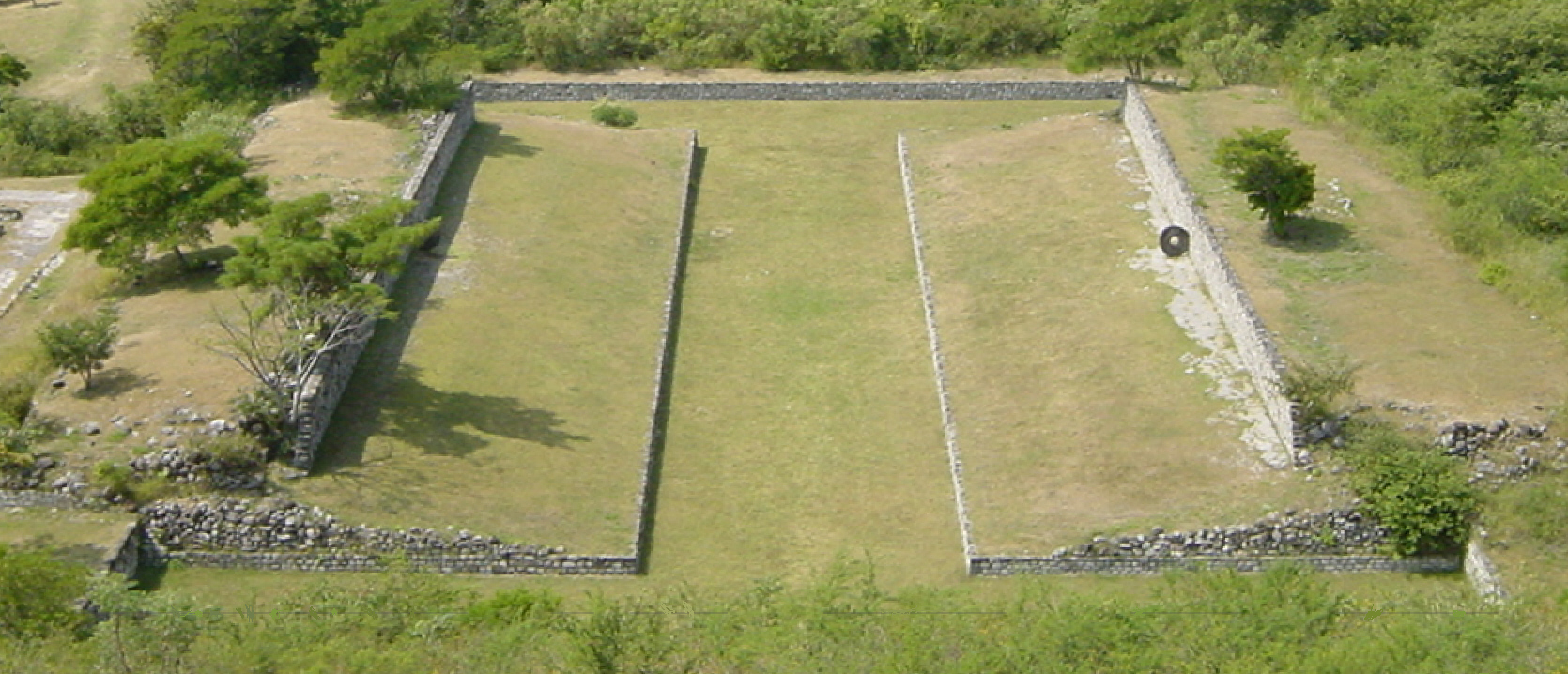
Il campo da gioco di Xochicalco. Da notare la caratteristica forma a, così come l'anello di pietra posto ai lati del campo.

Nonostante i campi siano stati trovati nella maggior parte dei siti archeologici del Centroamerica, essi non risultano equamente distribuiti nelle varie epoche e zone geografiche. Ad esempio il sito tardo classico di El Tajín (la città più importante della cultura classica di Veracruz, ossessionata dal gioco della palla) possiede almeno 18 campi, mentre la sua vicina e contemporanea Cantona stabilisce il record con 24. Al contrario la regione nord del Chiapas e le pianure settentrionali dei Maya ne hanno relativamente pochi. Soprattutto i campi sono sorprendentemente assenti in alcuni dei più importanti siti, compresi Teotihuacan, Bonampak e Tortuguero, nonostante vi si sia ritrovata un'ampia iconografia in merito al gioco.
Si ritiene che i campi da gioco siano un indicatore del grado di decentralizzazione poilitica e del potere economico: aree con un potere politico fortemente centralizzato, ad esempio l'impero azteco, possiedono relativamente pochi campi, mentre essi sono più numerosi in aree in cui il potere politico è più frammentato. A Cantona per esempio, lo straordinario numero di campi da gioco è probabilmente dovuto alla compresenza di diverse culture residenti sotto un potere statale relativamente debole.

## Forma e dimensioni
I campi hanno dimensioni considerevolmente variabili. Uno dei più piccoli, a Tikal, è solamente un sesto del Grande Campo a Chichén Itzá. Contrariamente alla variabilità delle dimensioni i "corridoi" di gioco hanno generalmente la stessa forma, con un rapporto medio tra lunghezza e larghezza di 4 a 1. Anche in questo esistono comunque varianti regionali: nel Messico centrale ad esempio, i corridoi sono leggermente più lunghi e stretti, mentre nelle regioni maya leggermente più sviluppati in larghezza.
Quella che segue è una tabella comparativa delle dimensioni dei corridoi in alcuni dei campi da gioco più conosciuti.
| Sito                        | Cultura              | lunghezza (metri) | larghezza (metri) | rapporto lunghezza/larghezza |
| --------------------------- | -------------------- | ----------------- | ----------------- | ---------------------------- |
| Xochicalco                  | Xochicalco           | 51                | 9                 | 5.7                          |
| Monte Albán                 | Zapotechi            | 26                | 5                 | 5.2                          |
| El Tajín                    | Classica di Veracruz | 126               | 25                | 5.1                          |
| Chichén Itzá (Grande campo) | Maya                 | 96                | 30.4              | 3.2                          |
| Tikal                       | Maya                 | 16                | 5                 | 3.2                          |
| Yaxchilán II                | Maya                 | 18                | 5                 | 3.6                          |
| Tula                        | Toltechi             | 41                | 10                | 4.1                          |

### Evoluzione
I primi campi da gioco erano senza dubbio aree in terra battuta delimitate da marcatori temporanei, molto simili a quelli in cui si pratica l'odierno ulama.

Terminologia dei campi da gioco. Non tutti possedevano peraltro tutte le superfici raffigurate.

Paso de la Amada, lungo la costa del Pacifico, possiede il più antico campo finora identificato, datato approssimativamente al 1400 a.C. Questo stretto campo è formato da un piatto corridoio centrale di 80 x 8 metri delimitato da due terrapieni con delle "panchine" correnti per tutta la loro lunghezza.
Intorno agli inizi del periodo classico il disegno dei campi inizia a prevedere due ulteriori terrapieni posti a poca distanza dai due estremi del corridoio, probabilmente per impedire che palle sfuggite al controllo dei giocatori rotolassero troppo lontano. Nel periodo classico terminale, le zone terminali di molti campi vengono chiuse, creando la ben nota forma a .
L'evoluzione dei campi da gioco fu naturalmente più complessa di quanto appena suggerito, e negli oltre 1300 campi conosciuti esistono eccezioni a ogni generalizzazione.
- Campi non chiusi alle estremità continuano a essere costruiti anche nel periodo classico terminale e nei siti più piccoli.
- Alcuni campi prevedono la chiusura di solo una delle parti terminali (la cosiddetta forma a T), mentre in altri ancora le due zone terminali hanno differente profondità.[13]
- Durante il periodo preclassico, alcuni campi erano completamente rettangolari, senza zone terminali.[14] Un altro campo da gioco a La Lagunita nelle terre alte del Guatemala, presenta i muri laterali arrotondati.

Vista in sezione di alcuni tipici campi da gioco. Jacinto Quirarte ha classificato Copan, Uxmal, e Xochicalco come Tipo I, Monte Alban come Tipo II, Chichén Itzá come Tipo III, e Toliquilla come Tipo IV.

### Muri e superfici
Mentre i corridoi dedicati al gioco erano in terra battuta, i muri laterali dei campi erano formati da blocchi di pietra. Questi muri consistevano in 3 o più superfici orizzontali o inclinate. Le superfici verticali erano meno comuni, almeno fino al Periodo classico mesoamericano, durante la quale cominciarono a rimpiazzare le superfici inclinate. Alcuni dei più grandi e meglio conosciuti campi da gioco, ad esempio il Grande Campo a Chichén Itzá e i campi sud e nord a El Tajín possiedono appunto muri di questo tipo.  Le superfici verticali sono spesso ricoperte con elaborati rilievi raffiguranti scene correlate al gioco, in particolar modo i sacrifici.

### Orientamento
I campi da gioco più importanti erano parte del distretto monumentale della città in cui sorgevano e condividevano quindi l'orientamento delle piramidi e di altri edifici. Dato che diverse città mesoamericane erano orientate pochi gradi a est rispetto alla direzione nord (grossolanamente 15 gradi rispetto al nord), non è una sorpresa trovare, ad esempio nella valle di Oaxaca, che anche i campi da gioco avevano questo orientamento, oppure ad angolo retto rispetto a esso.
A parte questa tendenza generale non si sono riscontrati altri orientamenti comuni nei campi, nonostante alcune configurazioni emergano a livello regionale. Nella regione di Cotzumalhuapa ad esempio, a più antichi campi aperti alle estremità e con orientamento nord-sud si sono succeduti campi chiusi con orientamento est-ovest.

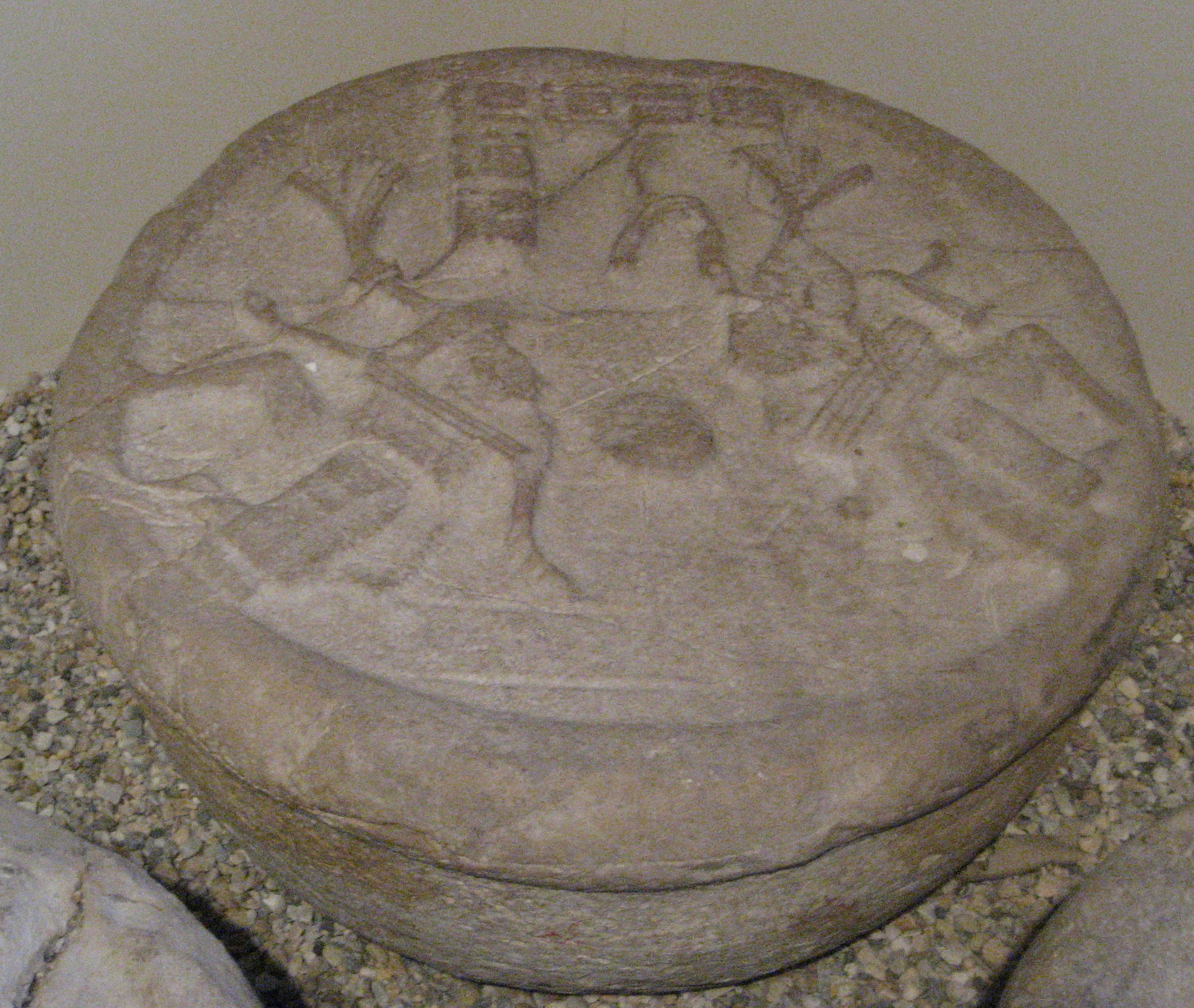
Marcatore di campo dal sito maya di Lubaantún che mostra due giocatori che rinviano la palla al volo. Si noti il fondo arrotondato che ancora il marcatore al campo.

## Anelli, marcatori e altre caratteristiche
Gli anelli di pietra, incastonati nei muri laterali all'altezza della metà campo, compaiono nel periodo classico terminale. In effetti far passare la palla attraverso gli anelli era un'eventualità piuttosto rara. I giocatori non potevano usare le mani o i piedi per dirigere la sfera, e gli anelli stessi oltre a essere solo poco più larghi del diametro della palla erano posti a una distanza non piccola rispetto al cortile di gioco. A Chichen Itza, per esempio, sono fissati 6 metri sopra il livello del campo di gioco, mentre a Xochicalco sono posti alla sommità di un gradone largo 11 metri, 3 metri sopra il livello del gioco.
Come mostrano i Codici aztechi, i marcatori di campo erano usati anche per stabilire delle linee di divisione tra la due squadre - uno era posto nel corridoio di gioco, all'esatta metà campo, gli altri due piazzati contro ciascun muro laterale. Questi posizionamenti non erano tuttavia generalizzati. In due antichi modelli in ceramica di un campo da gioco, provenienti dal Messico occidentale, i tre marcatori sono posizionati su tutta la lunghezza del campo stesso, uno, come sempre, all'esatta metà campo, e gli altri due nelle due estremità del cortile, a metà strada tra i due muri laterali. Anche I marcatori a Copán sono sistemati in questa maniera.  Il campo da gioco di Monte Albán al contrario, ha solamente un marcatore, posto al centro esatto del campo.
Questi marcatori interrati erano quasi invariabilmente arrotondati e spesso decorati con scene relative al gioco. Altri marcatori erano invece inseriti nei muri del campo da gioco. Diversi studiosi hanno anche proposto che venissero usati come marcatori anche oggetti non fissati, posti a livello del cortile da gioco, ad esempio scuri in pietra.
Altre importanti componenti del campo da gioco erano sculture, stele e altri manufatti in pietra. A Tonina per esempio, 6 sculture di prigionieri in posizione prona sovrastano le superfici laterali, due alla metà del campo e due in ciascuna delle parti terminali della cornice. Sfortunatamente, anelli, marcatori e sculture sono molto più soggetti alla rimozione e alla distruzione rispetto alle altre infrastrutture del campo, e in molti siti sono andate perdute per sempre.

## Scale maya
Molte – per non dire quasi tutte – raffigurazioni maya del gioco della palla sono mostrate su uno sfondo di scale. In aggiunta le scalinate dei Maya presentano in alcuni casi rilievi con scene o glifi relativi al gioco sui gradini. Le più famose di queste sono le scale dei geroglifici nella struttura 33 a Yaxchilán, nella quale 11 dei 13 gradini presentano scene di questo tipo. In queste scene sembra quasi che i giocatori pratichino il gioco contro la scala.
La connessione delle scale con il gioco non è ancora ben compresa. Linda Schele e Mary Miller propongono che queste raffigurazioni possano rappresentare eventi reali, una "forma di gioco... distinta dal gioco che si pratica sul campo", che "probabilmente seguiva immediatamente dopo sui gradini adiacenti al campo da gioco". Altri studiosi sono scettici in proposito. Marvin Cohodas per esempio, propone invece che le scale "siano invece piattaforme a gradoni associate ai sacrifici umani", mentre Carolyn Tate vede le scene con le scale a Yaxchilan come "la parte sotterranea di un cosmogramma".

## Bibliografia

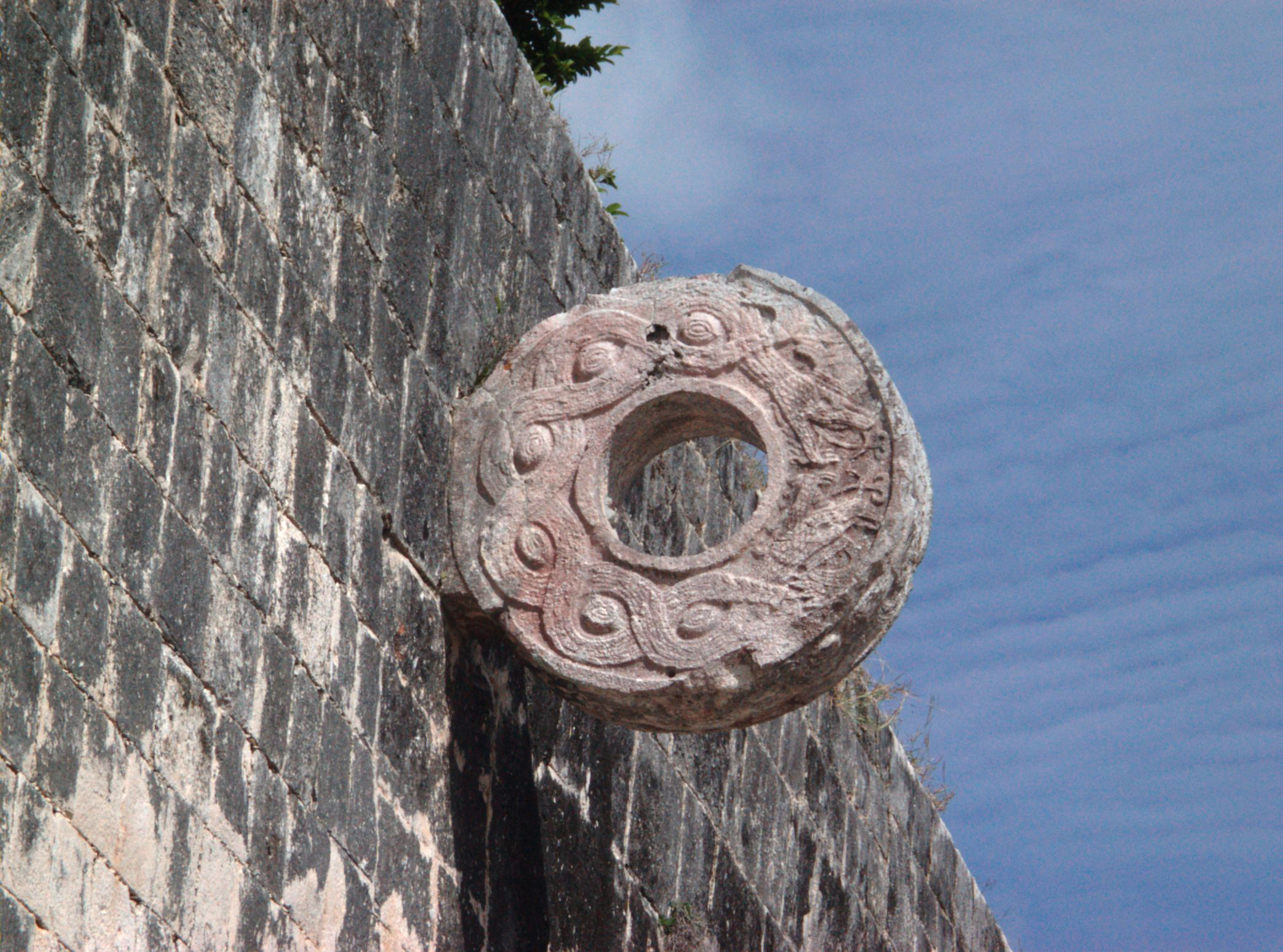
Anello in pietra a Chichén Itzá. Questo anello era posto circa 6 metri al di sopra del campo da gioco, rendendo estremamente difficile far passare la palla attraverso il foro.

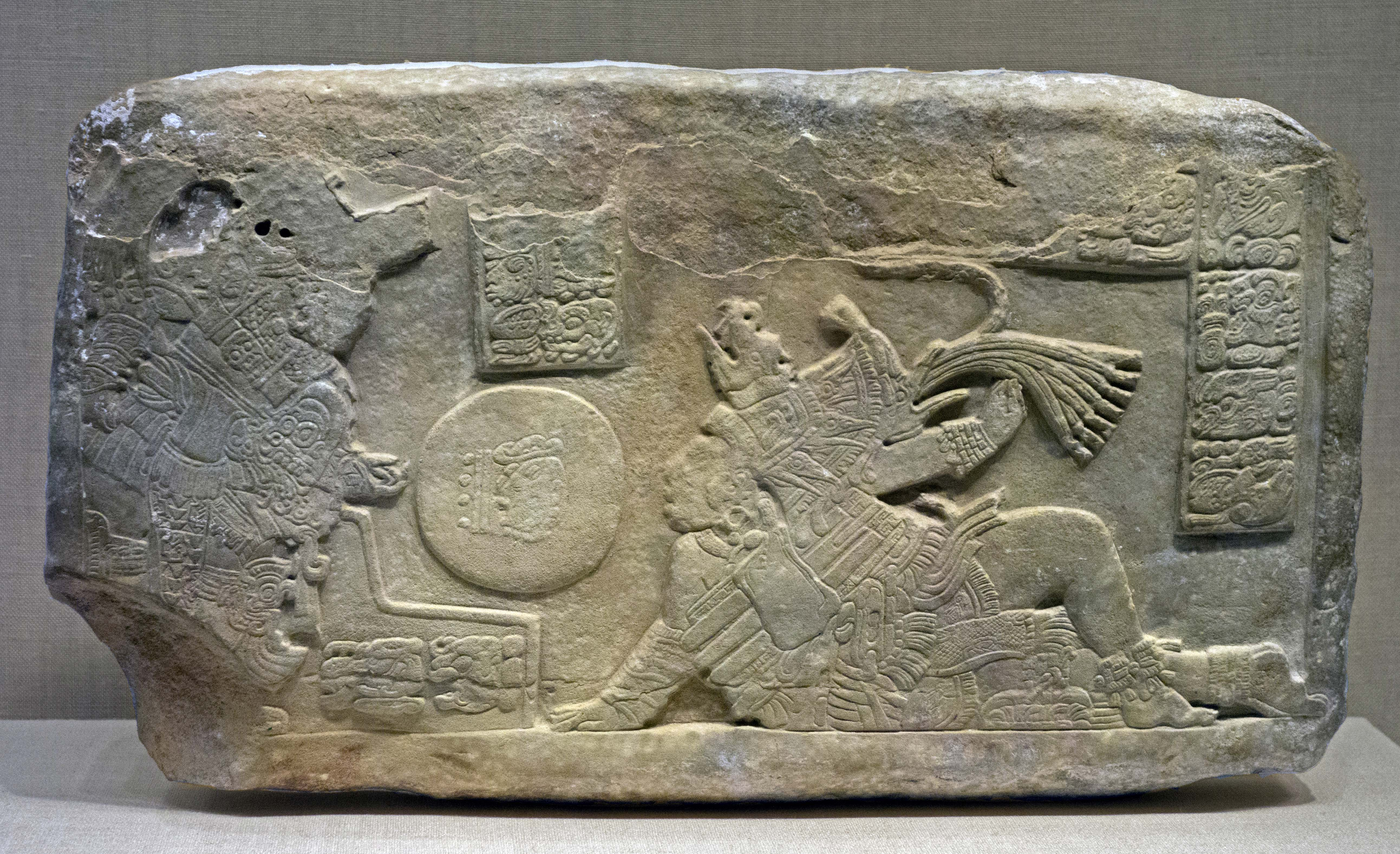
Parte di una scala Maya in pietra, ca. 700 - 900 d.C. Con una scala come sfondo, due nobili praticano il gioco con una esageratamente larga, forse simbolica, palla La figura sulla sinistra è solo parzialmente visibile a causa dei danni subiti dalla pietra. Altezza: 25.1 cm; lunghezza: 43.2 cm